# Мефодий (Кондратьев)
Епископ Мефо́дий (в миру Михаи́л Алекса́ндрович Кондра́тьев; 10 ноября 1957, Уфа) — архиерей Русской православной церкви, епископ Каменский и Камышловский.
Активный деятель православного движения по реабилитации наркозависимых. Член общественного совета при ФСКН России, представитель Русской православной церкви в межведомственной антинаркотической рабочей группе коллегии при полномочном представителе президента Российской Федерации в Центральном федеральном округе.

## Биография
Крещён во младенчестве в одной из уфимских церквей. С 1965 по 1975 года обучался в средней школе № 35 города Уфы.
В 1975 году поступил в Московский физико-технический институт на факультет молекулярной и химической физики, который успешно окончил в 1982 году с присвоением специальности «инженер-физик». В том же году начал преподавательскую деятельность в Башкирском государственном медицинском институте (БГМИ).
В мае 1984 году уволился из БГМИ и по благословению епископа Ивановского и Кинешемского Амвросия (Щурова) начал служить при Троицкой церкви села Петровского Лежневского района Ивановской области в должности сторожа-истопника, потом алтарника. В это время активно изучал православную литературу.
6 декабря 1984 года был пострижен в мантию епископом Ивановским и Кинешемским Амвросием с наречением имени Мефодий, в честь преподобного Мефодия Пешношского. По принятии монашества продолжал служение на том же приходе.
11 августа 1985 года епископом Амвросием был рукоположён в сан иеродиакона. 19 августа им же был рукоположён в сан иеромонаха и назначен настоятелем Никольской церкви села Григорьево Тейковского района.
9 февраля 1988 года назначен настоятелем Свято-Георгиевского храма села Георгиевского Кинешемского района. В 1991 году приход начали посещать основатели Санкт-Петербургского антинаркотического фонда «Возвращение». В 1992 году в селе Георгиевском появились первые наркозависимые, опекаемые фондом «Возвращение».
29 апреля 1992 года ко дню Пасхи возведён в сан игумена.
В 1998 году по благословению правящего архиерея положил начало служению по реабилитации наркозависимой молодёжи на Свято-Георгиевском приходе.
В 1999 году поступил на заочное отделение Московской духовной семинарии, которую окончил в 2004 году.
Принимал участие во многих, в том числе международных, конференциях, посвящённых проблеме помощи наркозависимым и ВИЧ-инфицированным людям, выступал с докладами. За это время написал более 20 статей по этой тематике. Принял участие в создании документальных фильмов о реабилитации на приходе: «Не умру, но жив буду» (2006) и «Пропадал и нашёлся» (2012).
С 10 мая 2007 по 16 июля 2012 года — секретарь епархиальной дисциплинарной комиссии Иваново-Вознесенской епархии.
С 1 декабря 2008 по 10 июня 2011 года — секретарь епархиального суда Иваново-Вознесенской епархии.
С 12 марта 2009 по 20 октября 2010 года — член экспертного совета при учебном комитете Свято-Алексеевской Иваново-Вознесенской православной духовной семинарии.
С 10 июня 2011 по 16 июля 2012 года — председатель епархиального суда.
В 2008—2011 годах в качестве соавтора участвовал в написании «Методологии социальной реабилитации наркозависимых в церковной общине» (издана в 2011 году).
В 2010—2011 годах возглавлял группу экспертов, привлечённых к написанию в рамках работы Межсоборного присутствия концептуального документа «Об участии Русской Православной Церкви в реабилитации наркозависимых».
С сентября 2010 года — аспирант Общецерковной аспирантуры и докторантуры имени святых равноапостольных Кирилла и Мефодия (кафедра церковно-практических наук).
С 1 октября 2010 года стал внештатным сотрудником Синодального отдела по церковной благотворительности и социальному служению Русской православной церкви, назначен руководителем созданного тогда же координационного центра по противодействию наркомании.
В 2010 году участвовал в подготовке соглашения о взаимодействии между Русской православной церковью и Государственным антинаркотическим комитетом, подписанного 21 декабря 2010 года.
С 14 марта 2011 года — председатель правления благотворительного фонда святого праведного Иоанна Кронштадтского, учреждённого Синодальным отделом по церковной благотворительности и социальному служению.
С июня 2011 года является заместителем сопредседателя совместной рабочей группы Государственного антинаркотического комитета и Русской православной церкви.
С ноября 2011 года является членом коллегии при отделе по церковной благотворительности и социальному служению Русской православной церкви.
7 июня 2012 года стал клириком новообразованной Кинешемской епархии, территория которой была выделена из состава Иваново-Вознесенской.
С 2 сентября 2012 года — председатель епархиального суда и член епархиального совета Кинешемской и Палехской епархии.
С февраля 2013 года — член общественного совета при ФСКН России.
В феврале 2013 года назначен представителем Русской православной церкви в межведомственной антинаркотической рабочей группе коллегии при полномочном представителе президента Российской Федерации в Центральном федеральном округе.

## Архиерейство
26 декабря 2013 года решением Священного синода избран епископом Каменским и Алапаевским. 5 января 2014 года в Успенском кафедральном соборе Кинешмы епископом Кинешемским и Палехским Иларионом (Кайгородцевым) возведён в сан архимандрита. 24 января в храме Всех Святых, в земле Российской просиявших, Патриаршей и Синодальной резиденции в Даниловом монастыре в Москве, наречён во епископа.
25 января в домовом храме святой мученицы Татианы при МГУ была совершена хиротония архимандрита Мефодия (Кондратьева) во епископа Каменского и Алапаевского. Хиротонию совершили: Патриарх Кирилл, митрополит Саранский и Мордовский Варсонофий (Судаков), митрополит Ахалкалакский и Кумурдойский Николай (Пачуашвили) (Грузинская Православная Церковь), митрополит Екатеринбургский и Верхотурский Кирилл (Наконечный), архиепископ Верейский Евгений (Решетников), епископ Солнечногорский Сергий (Чашин), епископ Орехово-Зуевский Пантелеимон (Шатов), епископ Нижнетагильский и Серовский Иннокентий (Яковлев).
C 17 по 28 ноября 2014 года в Москве слушал двухнедельные курсы повышения квалификации для новопоставленных архиереев Русской православной церкви.
28 декабря 2018 года решением Священного Синода РПЦ титул изменён на Каменский и Камышловский.
8 декабря 2020 года решением Священного синода Мефодию поручено временное управление Алапаевской епархией.

## Взгляды
В 2022 году Мефодий выступил с поддержкой вторжения России на Украину, назвав нападение на Украину «упреждающим ударом». В июле 2022 года, как «поддержавший агрессию России против Украины», был внесён ФБК в список разжигателей войны, состоящий из лиц, которые «используют свои религиозные организации для пропаганды агрессии и массового убийства», с предложением введения против него международных санкций. Национальное агентство по предотвращению коррупции Украины выступило с инициативой о введении против Кондратьева международных санкций за пропаганду войны через религиозные структуры, кроме того, он «высказался о необходимости победы над нацистами (бандеровцами) в Украине, которые еще хуже немецких фашистов».

## Награды
церковные
- золотой наперсный крест (Пасха 1988)
- палицей (Пасха 1997)
- наперсный крест с украшениями (Пасха 2005)
- архиерейская грамота (2008, от митрополита Иосифа (Македонова))
- Патриаршая грамота (2010)
- памятные архиерейский крест и панагия (5 января 2014, от епископа Илариона (Кайгородцева)[3])

другие
- медаль «За содействие Госнаркоконтролю России» (2005, Федеральная служба Российской Федерации по контролю над оборотом наркотиков).

## Работы
книги
- «Не умру, но жив буду» (январь 2006)
- «Методологии социальной реабилитации наркозависимых в церковной общине» (соатор, 2011)
- «В храм пришёл наркозависимый. Как помочь?» (декабрь 2013)

интервью
- Игумен МЕФОДИЙ (Кондратьев): В каких программах по борьбе со СПИДом могут принимать участие православные люди
- Игумен Мефодий: Нельзя оставлять без помощи больных СПИДом
- Игумен Мефодий (Кондратьев): ребенок — гей, как реагировать родителям // «Нескучный сад»
- Игумен Мефодий (Кондратьев). Деятельность Русской Православной Церкви по социальной реабилитации наркозависимых людей
- Игумен Мефодий (Кондратьев): «Церковь — единственная общественная структура, способная бороться с наркоманией»
- Игумен Мефодий (Кондратьев): Табакокурение является одним из видов наркотической зависимости
- Игумен Кондратьев: только 10 процентов наркоманов сами приходят за помощью
- Игумен Мефодий (Кондратьев): Как в православной общине спасают наркоманов // «Православие и мир»